# 东莞轨道交通2号线电动列车
东莞轨道交通2号线电动列车是東莞軌道交通的第一款載客列車，行走於東莞軌道交通2號綫，配属于东城车辆段。列車由南車南京浦鎮車輛及广东南车轨道交通车辆製造，屬於浦镇旗下CIVAS城市軌道交通車系。

## 概要
本型列車由南車南京浦鎮車輛及广东南车轨道交通车辆製造，每列列車由6卡車卡組成。
列車每側設有3扇塞拉門，可減低車廂內噪音。而列車車門上方設有LED走馬燈，以顯示到站信息。列车的驾驶室门上设有玻璃窗，可供乘客观看司机操作及前方风景，形式與同廠生產的香港輕鐵第四期列車、第五期列車相同。列車內亦設有無線上網功能，而相關設備由亞網速信網絡提供（已於2018年3月尾解約），是中國內地首款設無線上網的城市軌道交通列車。本型列車採用龐巴迪運輸生產的MITRAC動力系統，是採用MITRAC系統的地鐵列車中最高速的；而走行音與國內其他使用MITRAC動力系統的地鐵列車（如深圳地鐵2號線）相近。另外，每卡車廂設有兩台空調，由廣州中車子公司-廣州中車軌道交通裝備提供。
值得一提的是，本型列车为广东南车公司首个制造的地铁项目。

## 編組
本型列車以6卡為一列，3卡為一單元（車頭拖卡+集電弓動力車卡+動力車卡，A-B-C為一組，D-E-F亦為一組），分A至F卡，除車頭A及F卡是拖卡外，其餘B至E卡都是動力車卡，當中B及E卡設有集電弓。車卡編號系統以屬線-車卡類別-車輛編號組成，例如「02A004」代表2號線第4列列車上行車頭。

## 历史

### 生产
2012年6月26日，東莞軌道交通公司與南車南京浦鎮車輛簽訂合約，訂購20列本型列車，作價8億6千萬人民幣。6月28日，龐巴迪運輸與南車南京浦鎮車輛簽訂合約，向本型列車提供MITRAC動力系統，連稅作價1億8千萬人民幣。
首列列車（02004編組）于2013年12月26日正式在廠房下線；2014年10月26日由南京以平板車發運至東莞，10月30日凌晨運抵東城車輛段。
2016年5月27日，東莞軌道交通2號綫啟用，本型列車正式投入服務。

### 维保
由于首列列车的行驶里程达到了60万公里，东莞轨道交通于2018年8月28日启动车辆架修保养工作。同年12月24日，首列车完成架修并投入运营服务。
由于本型号部分列车运行里程已临近150万公里，根据国家规定需进行大修，故东莞轨道交通于2022年10月27日启动大修工作。大修将更新列车车轮、减振器、制动软管及密封件等部件，翻新车体及车厢内饰，并改造列车前照灯、乘客信息系统等系统，同时引入受电弓、轮对在线智能化检测设备等，提升车辆的安全性与舒适性。大修工作计划在3年内分批完成。